# كريس دالي (سياسي)
كريس دالي هو سياسي أمريكي، ولد في 13 أغسطس 1972 في سيلفر سبرينغ في الولايات المتحدة. نشط حزبياً في الحزب الديمقراطي.

## وصلات خارجية
- الموقع الرسمي